# Trần Hiếu Ngân
Trần Hiếu Ngân (26 giugno 1974) è un'ex taekwondoka vietnamita.

## Palmarès

### Olimpiadi
- 1 medaglia:
  - 1 argento (Sydney 2000 nei 57 kg)

### Giochi asiatici
- 1 medaglia:
  - 1 bronzo (Bangkok 1998 nei pesi gallo)

### Campionati asiatici
- 2 medaglie:
  - 1 oro (Ho Chi Minh 1998 nei pesi piuma)
  - 1 argento (Melbourne 1996 nei pesi piuma)